# Copa de Brasil 2010
La Copa de Brasil 2010 fue la vigésimo segunda (22ª) edición del campeonato que reúne equipos de todos los estados brasileños, sean o no, participantes del Campeonato Brasileño en cualquiera de sus categorías.
Fue disputado por 64 equipos clasificados por medio de dos formas: primera, por los campeonatos estatales (dando 54 cupos) y por el ranking de la CBF dando 10 cupos más. Para esta edición, quedaron excluidos los cinco equipos participantes de la Copa Libertadores 2010.

## Equipos participantes
| Estado              | Equipo                                              | Vía de clasificación                                                          |
| ------------------- | --------------------------------------------------- | ----------------------------------------------------------------------------- |
| Acre                | Juventus                                            | Campeón Estatal 2009                                                          |
| Alagoas             | ASA Corinthians Alagoano                            | Campeón Estatal 2009 Subcampeón Estatal 2009                                  |
| Amapá               | São José                                            | Campeón Estatal 2009                                                          |
| Amazonas            | América-AM Nacional                                 | Campeón Estatal 2009 Subcampeón Estatal 2009                                  |
| Bahía               | Vitória-BA Bahia                                    | Campeón Estatal 2009 Subcampeón Estatal 2009                                  |
| Ceará               | Fortaleza Ceará                                     | Campeón Estatal 2009 Subcampeón Estatal 2009                                  |
| Distrito Federal    | Brasiliense Brasília                                | Campeón Estatal 2009 Subcampeón Estatal 2009                                  |
| Espírito Santo      | São Mateus Vitória-ES                               | Campeón Estatal 2009 Campeón Copa Espirito Santo 2009                         |
| Goiás               | Goiás Atlético Goianiense                           | Campeón Estatal 2009 Subcampeón Estatal 2009                                  |
| Maranhão            | JV Lideral Sampaio Corrêa                           | Campeón Estatal 2009 Campeón Torneo Ciudad de Sao Luis 2009                   |
| Mato Grosso         | Luverdense Araguaia                                 | Campeón Estatal 2009 Subcampeón Estatal 2009                                  |
| Mato Grosso do Sul  | Naviraiense Ivinhema                                | Campeón Estatal 2009 Subcampeón Estatal 2009                                  |
| Minas Gerais        | Atlético Mineiro Ituiutaba Uberaba                  | Campeón Estatal 2009 Subcampeón Estatal 2009 Campeón Torneo Minas Gerais 2009 |
| Pará                | Paysandu São Raimundo                               | Campeón Estatal 2009 Subcampeón Estatal 2009                                  |
| Paraíba             | Sousa Treze                                         | Campeón Estatal 2009 Campeón Copa Paraíba 2009                                |
| Paraná              | Atlético Paranaense Corinthians Paranaense Londrina | Campeón Estatal 2009 Subcampeón Estatal 2009 Campeón Copa Paraná 2008         |
| Pernambuco          | Sport Recife Náutico                                | Campeón Estatal 2009 Subcampeón Estatal 2009                                  |
| Piauí               | Flamengo Picos                                      | Campeón Estatal 2009 Subcampeón Copa Piauí 2009                               |
| Río de Janeiro      | Botafogo Vasco Da Gama Tigres do Brasil             | Subcampeón Estatal 2009 3.er Lugar Estatal 2009 Campeón Copa Rio 2009         |
| Rio Grande do Norte | ASSU Potyguar Seridoense                            | Campeón Estatal 2009 Subcampeón Estatal 2009                                  |
| Rio Grande do Sul   | Grêmio Ypiranga Cerâmica                            | Subcampeón Estatal 2009 3.er Lugar Estatal 2009 Subcampeón Copa FGF 2008      |
| Rondônia            | Vilhena                                             | Campeón Estatal 2009                                                          |
| Roraima             | Atlético Roraima                                    | Campeón Estatal 2009                                                          |
| Santa Catarina      | Avaí Chapecoense                                    | Campeón Estatal 2009 Subcampeón Estatal 2009                                  |
| Sao Paulo           | Santos Palmeiras Votoraty                           | Campeón Estatal 2009 Subcampeón Estatal 2009 Campeón Copa Paulista 2009       |
| Sergipe             | Confiança São Domingos                              | Campeón Estatal 2009 Campeón Copa Gobierno de Sergipe de 2009                 |
| Tocantins           | Araguaína                                           | Campeón Estatal 2009                                                          |

### Clasificación
Además de los 54 equipos clasificados representantes de cada Estado se suman 10 equipos mejores clasificados en el ranking de la CBF con algunas excepciones.
| Pos. | Equipo           | Estado | Puntos |
| ---- | ---------------- | ------ | ------ |
| 11.ª | Fluminense       | RJ     | 1,658  |
| 14.ª | Coritiba         | PR     | 1,473  |
| 15.ª | Guarani          | SP     | 1,470  |
| 17.ª | Portuguesa       | SP     | 1,366  |
| 22.ª | Santa Cruz       | PE     | 1,135  |
| 23.ª | Paraná           | PR     | 1,044  |
| 24.ª | Ponte Preta      | SP     | 1,038  |
| 26.ª | Juventude        | RS     | 865    |
| 27.ª | Remo             | PA     | 852    |
| 29.ª | América de Natal | RN     | 703    |

- Los equipos Grêmio (1.º), Vasco da Gama (4.º), Atlético Mineiro (6.º), Palmeiras (7.º), Santos (10.º), Botafogo (12.º), Goiás (13.º), Sport Recife (16.º), Atlético Paranaense (18.º), Bahia (19.º), Vitória (20.º), Náutico (21.º), Ceará (25.º) y Fortaleza (28.º) se clasificaron por competiciones estatales.

- Corinthians (2.º), Flamengo (3.º), São Paulo (5.º), Internacional de Porto Alegre (8.º) y Cruzeiro (9.º) participarán en la Copa Libertadores 2010 y no disputarán la Copa de Brasil 2010.

## Formato
El formato de la competición es el clásico eliminación directa en el que los 64 equipos juegan series a ida y vuelta y avanza a la siguiente fase el equipo con más puntos. En caso de empate se decidirán por los siguientes criterios:
Criterios de desempate:
1. Saldo de goles
2. Número de goles marcados como visitante

En caso de que persita el empate se decidirán por la vía de los penales en el juego de vuelta.
En las dos primeras fases, si en el juego de ida el equipo visitante gana por dos goles o más avanzará directamente a la siguiente fase sin tener que jugar el partido de vuelta.

## Destacados
Primera fase:
1. Portuguesa y Atlético Mineiro aplicaron las mejores goleadas de la competición de este año como visitantes:7-0 a Atlético Roraima y Juventus-AC.
2. Obina anotó cinco goles en un partido para el Atlético Mineiro y se convierte en el máximo goleador hasta el momento.
3. El Santos aplicó su segunda mayor goleada de su historia:10-0 a Naviraiense.
4. Ocurre la primera sorpresa de la competencia:Sao José de Amapá elimina al América de Natal al vencerlo 1-0 en el juego de vuelta.

Segunda fase:
1. Santos y Fluminense fueron los únicos que eliminaron a algún equipo en el juego de ida.
2. Segunda sorpresa: El Corinthians Paranaense que jugó la Serie D en 2009, eliminó al Ceará, equipo de la Serie A en 2010.
3. Tercera sorpresa: El Santa Cruz que jugó la Serie D en 2009, eliminó al Botafogo, equipo de la Serie A.
4. Goiás hizo la mayor goleada de la fase:7-0 a Sao José-AP.

Octavos de final:
1. Clubes Paulistas forman una llave en esta fase.
2. De los 16 equipos restantes, la cuarta parte (4 equipos) no va a jugar la temporada 2010 en la Serie A.
3. Santos, aplicó la mayor goleada en esta fase:8-1 a Guarani.

Cuartos de final:
1. Por Primera vez, desde 2000, todos los clubes que llegaron a esta instancia participan en la Serie A del 2010.

Semifinales:
1. Por segunda vez, los 4 equipos que llegaron a esta instancia fueron campeones del sus campeonatos estatales, Atlético Goianiense, Vitória-BA, Santos y Grêmio fueron campeones de: Campeonato Goiano, Bahiano, Paulista y Gaucho respectivamente.

## Primera fase
| Local               | Visitante              | Ida | Vuelta |
| ------------------- | ---------------------- | --- | ------ |
| Vasco Da Gama       | Sousa                  | 2-1 | 0-0    |
| Nacional            | ASA                    | 0-0 | 2-2    |
| Ceará               | Picos                  | 5-0 | -      |
| Juventude           | Corinthians Paranaense | 0-1 | 0-1    |
| Goiás               | Ituiutaba              | 3-2 | 0-0    |
| América de Natal    | São José               | 1-1 | 0-1    |
| Vitória-BA          | Corinthians Alagoano   | 1-3 | 4-0    |
| Náutico             | Ivinhema               | 1-1 | 3-1    |
| Botafogo            | São Raimundo           | 0-1 | 4-3    |
| Santa Cruz          | América-AM             | 1-0 | 3-0    |
| Bahia               | Vitória-ES             | 2-0 | -      |
| Atlético Goianiense | ASSU                   | 3-0 | -      |
| Palmeiras           | Flamengo               | 1-0 | 4-0    |
| Paysandu            | Potyguar Seridoense    | 0-0 | 3-1    |
| Atlético Paranaense | Vilhena                | 2-2 | 4-0    |
| Sampaio Corrêa      | São Domingos           | 1-1 | 2-1    |

| Local            | Visitante        | Ida | Vuelta |
| ---------------- | ---------------- | --- | ------ |
| Fluminense       | Confiança        | 1-1 | 2-0    |
| Londrina         | Uberaba          | 0-1 | 0-2    |
| Portuguesa       | Atlético Roraima | 7-0 | -      |
| Ponte Preta      | JV Lideral       | 0-0 | 4-0    |
| Grêmio           | Araguaia         | 3-1 | -      |
| Treze            | Votoraty         | 0-4 | 2-1    |
| Coritiba         | Luverdense       | 1-0 | 1-0    |
| Avaí             | Ypiranga         | 3-0 | -      |
| Santos           | Naviraiense      | 1-0 | 10-0   |
| Remo             | São Mateus       | 2-1 | 4-1    |
| Guarani          | Araguaína        | 1-0 | 2-0    |
| Fortaleza        | Tigres do Brasil | 2-2 | 3-2    |
| Atlético Mineiro | Juventus         | 7-0 | -      |
| Brasiliense      | Chapecoense      | 0-3 | 2-1    |
| Sport Recife     | Brasília         | 4-2 | -      |
| Paraná           | Cerâmica         | 1-1 | 6-1    |

## Segunda fase
| Local               | Visitante              | Ida | Vuelta |
| ------------------- | ---------------------- | --- | ------ |
| Vasco Da Gama       | ASA                    | 1-1 | 3-1    |
| Ceará               | Corinthians Paranaense | 1-2 | 1-1    |
| Goiás               | São José               | 1-0 | 7-0    |
| Vitória-BA          | Náutico                | 1-0 | 5-0    |
| Botafogo            | Santa Cruz             | 1-0 | 2-3    |
| Bahia               | Atlético Goianiense    | 0-2 | 1-0    |
| Palmeiras           | Paysandu               | 2-1 | 1-0    |
| Atlético Paranaense | Sampaio Corrêa         | 1-1 | 2-0    |

| Local            | Visitante   | Ida | Vuelta |
| ---------------- | ----------- | --- | ------ |
| Fluminense       | Uberaba     | 2-0 | -      |
| Portuguesa       | Ponte Preta | 1-1 | 2-1    |
| Grêmio           | Votoraty    | 1-0 | 3-0    |
| Coritiba         | Avaí        | 1-1 | 0-1    |
| Santos           | Remo        | 4-0 | -      |
| Guarani          | Fortaleza   | 0-2 | 2-0    |
| Atlético Mineiro | Chapecoense | 0-1 | 6-0    |
| Sport Recife     | Paraná      | 1-1 | 1-0    |

## Fase final
|  | Octavos de final          | Octavos de final          | Octavos de final          |                          |   | Cuartos de final        | Cuartos de final        | Cuartos de final        |  |  | Semifinales     | Semifinales     | Semifinales     |  |  | Final                     | Final                     | Final                     |
|  | 14/15 abril y 21/22 abril | 14/15 abril y 21/22 abril | 14/15 abril y 21/22 abril |                          |   | 28/29 abril y 5 de mayo | 28/29 abril y 5 de mayo | 28/29 abril y 5 de mayo |  |  | 12 y 19 de mayo | 12 y 19 de mayo | 12 y 19 de mayo |  |  | 28 de julio y 4 de agosto | 28 de julio y 4 de agosto | 28 de julio y 4 de agosto |
|  |                           |                           |                           |                          |   |                         |                         |                         |  |  |                 |                 |                 |  |  |                           |                           |                           |
|  |                           |                           |                           |                          |   |                         |                         |                         |  |  |                 |                 |                 |  |  |                           |                           |                           |
|  |                           |                           |                           |                          |   |                         |                         |                         |  |  |                 |                 |                 |  |  |                           |                           |                           |
|  | Vasco da Gama             | 1                         | 2                         |                          |   |                         |                         |                         |  |  |                 |                 |                 |  |  |                           |                           |                           |
|  | Vasco da Gama             | 1                         | 2                         |                          |   |                         |                         |                         |  |  |                 |                 |                 |  |  |                           |                           |                           |
|  | Corinthians - PA          | 0                         | 1                         |                          |   |                         |                         |                         |  |  |                 |                 |                 |  |  |                           |                           |                           |
|  | Corinthians - PA          | 0                         | 1                         | Vasco da Gama            | 0 | 3                       |                         |                         |  |  |                 |                 |                 |  |  |                           |                           |                           |
|  |                           |                           |                           |                          | 0 | 3                       |                         |                         |  |  |                 |                 |                 |  |  |                           |                           |                           |
|  |                           | Vitória                   | 2                         | 1                        |   |                         |                         |                         |  |  |                 |                 |                 |  |  |                           |                           |                           |
|  | Goiás                     | Vitória                   | 2                         | 1                        | 0 | 2                       |                         |                         |  |  |                 |                 |                 |  |  |                           |                           |                           |
|  | Goiás                     |                           |                           |                          | 0 | 2                       |                         |                         |  |  |                 |                 |                 |  |  |                           |                           |                           |
|  | Vitória                   | 4                         | 2                         |                          |   |                         |                         |                         |  |  |                 |                 |                 |  |  |                           |                           |                           |
|  | Vitória                   | 4                         | 2                         | Atlético Goianiense      | 1 | 0                       |                         |                         |  |  |                 |                 |                 |  |  |                           |                           |                           |
|  |                           |                           |                           |                          | 1 | 0                       |                         |                         |  |  |                 |                 |                 |  |  |                           |                           |                           |
|  |                           | Vitória                   | 0                         | 4                        |   |                         |                         |                         |  |  |                 |                 |                 |  |  |                           |                           |                           |
|  | Santa Cruz                | Vitória                   | 0                         | 4                        | 1 | 0                       |                         |                         |  |  |                 |                 |                 |  |  |                           |                           |                           |
|  | Santa Cruz                |                           |                           |                          | 1 | 0                       |                         |                         |  |  |                 |                 |                 |  |  |                           |                           |                           |
|  | Atlético Goianiense       | 2                         | 2                         |                          |   |                         |                         |                         |  |  |                 |                 |                 |  |  |                           |                           |                           |
|  | Atlético Goianiense       | 2                         | 2                         | Atlético Goianiense (p.) | 0 | 1 (2)                   |                         |                         |  |  |                 |                 |                 |  |  |                           |                           |                           |
|  |                           |                           |                           |                          | 0 | 1 (2)                   |                         |                         |  |  |                 |                 |                 |  |  |                           |                           |                           |
|  |                           | Palmeiras                 | 1                         | 0 (1)                    |   |                         |                         |                         |  |  |                 |                 |                 |  |  |                           |                           |                           |
|  | Palmeiras                 | Palmeiras                 | 1                         | 0 (1)                    | 1 | 1                       |                         |                         |  |  |                 |                 |                 |  |  |                           |                           |                           |
|  | Palmeiras                 |                           |                           |                          | 1 | 1                       |                         |                         |  |  |                 |                 |                 |  |  |                           |                           |                           |
|  | Atlético Paranaense       | 0                         | 1                         |                          |   |                         |                         |                         |  |  |                 |                 |                 |  |  |                           |                           |                           |
|  | Atlético Paranaense       | 0                         | 1                         | Vitória                  | 0 | 2                       |                         |                         |  |  |                 |                 |                 |  |  |                           |                           |                           |
|  |                           |                           |                           |                          | 0 | 2                       |                         |                         |  |  |                 |                 |                 |  |  |                           |                           |                           |
|  |                           | Santos                    | 2                         | 1                        |   |                         |                         |                         |  |  |                 |                 |                 |  |  |                           |                           |                           |
|  | Fluminense                | Santos                    | 2                         | 1                        | 1 | 3                       |                         |                         |  |  |                 |                 |                 |  |  |                           |                           |                           |
|  | Fluminense                |                           |                           |                          | 1 | 3                       |                         |                         |  |  |                 |                 |                 |  |  |                           |                           |                           |
|  | Portuguesa                | 0                         | 2                         |                          |   |                         |                         |                         |  |  |                 |                 |                 |  |  |                           |                           |                           |
|  | Portuguesa                | 0                         | 2                         | Fluminense               | 2 | 0                       |                         |                         |  |  |                 |                 |                 |  |  |                           |                           |                           |
|  |                           |                           |                           |                          | 2 | 0                       |                         |                         |  |  |                 |                 |                 |  |  |                           |                           |                           |
|  |                           | Grêmio                    | 3                         | 2                        |   |                         |                         |                         |  |  |                 |                 |                 |  |  |                           |                           |                           |
|  | Grêmio                    | Grêmio                    | 3                         | 2                        | 3 | 2                       |                         |                         |  |  |                 |                 |                 |  |  |                           |                           |                           |
|  | Grêmio                    |                           |                           |                          | 3 | 2                       |                         |                         |  |  |                 |                 |                 |  |  |                           |                           |                           |
|  | Avaí                      | 1                         | 3                         |                          |   |                         |                         |                         |  |  |                 |                 |                 |  |  |                           |                           |                           |
|  | Avaí                      | 1                         | 3                         | Grêmio                   | 4 | 1                       |                         |                         |  |  |                 |                 |                 |  |  |                           |                           |                           |
|  |                           |                           |                           |                          | 4 | 1                       |                         |                         |  |  |                 |                 |                 |  |  |                           |                           |                           |
|  |                           | Santos                    | 3                         | 3                        |   |                         |                         |                         |  |  |                 |                 |                 |  |  |                           |                           |                           |
|  | Santos                    | Santos                    | 3                         | 3                        | 8 | 2                       |                         |                         |  |  |                 |                 |                 |  |  |                           |                           |                           |
|  | Santos                    |                           |                           |                          | 8 | 2                       |                         |                         |  |  |                 |                 |                 |  |  |                           |                           |                           |
|  | Guarani                   | 1                         | 3                         |                          |   |                         |                         |                         |  |  |                 |                 |                 |  |  |                           |                           |                           |
|  | Guarani                   | 1                         | 3                         | Santos                   | 2 | 3                       |                         |                         |  |  |                 |                 |                 |  |  |                           |                           |                           |
|  |                           |                           |                           |                          | 2 | 3                       |                         |                         |  |  |                 |                 |                 |  |  |                           |                           |                           |
|  |                           | Atlético Mineiro          | 3                         | 1                        |   |                         |                         |                         |  |  |                 |                 |                 |  |  |                           |                           |                           |
|  | Atlético Mineiro          | Atlético Mineiro          | 3                         | 1                        | 1 | 2                       |                         |                         |  |  |                 |                 |                 |  |  |                           |                           |                           |
|  | Atlético Mineiro          |                           |                           |                          | 1 | 2                       |                         |                         |  |  |                 |                 |                 |  |  |                           |                           |                           |
|  | Sport Recife              | 0                         | 0                         |                          |   |                         |                         |                         |  |  |                 |                 |                 |  |  |                           |                           |                           |

### Final
| 28 de julio de 2010, 21:50 | Santos                      | 2:0 (1:0) | Vitória | Estadio Villa Belmiro, Santos,                                       |                                                                      |
|                            | Neymar 14' · Marquinhos 85' | Reporte   |         | Asistencia: 14.060 espectadores Árbitro(s): Leonardo Gaciba da Silva | Asistencia: 14.060 espectadores Árbitro(s): Leonardo Gaciba da Silva |

| 4 de agosto de 2010, 21:50 | Vitória                  | 2:1 (0:1) | Santos          | Estádio Barradão, Salvador,                              |                                                          |
|                            | Wallace 57' · Júnior 77' | Reporte   | Edu Dracena 44' | Asistencia: 35.000 espectadores Árbitro(s): Carlos Simon | Asistencia: 35.000 espectadores Árbitro(s): Carlos Simon |

| Campeón Santos Primer título |

## Goleadores
| Jugador        | Equipo           | Goles |
| -------------- | ---------------- | ----- |
| Neymar         | Santos           | 9     |
| Diego Tardelli | Atlético Mineiro | 7     |
| Fred           | Fluminense       | 6     |
| Jonas          | Grêmio           | 6     |
| Rafael Moura   | Goiás            | 6     |